# Пятикоп, Михаил Евгеньевич
Михаил Евгеньевич Пятикоп (1908—1941) — советский военный. Участник Великой Отечественной войны. Герой Советского Союза (1941, посмертно). Старший лейтенант.

## Биография
Михаил Евгеньевич Пятикоп родился 5 сентября 1908 года в селе Пески Лубенского уезда Полтавской губернии Российской империи (ныне село Лубенского района Полтавской области Украины) в крестьянской семье. Украинец.
Отец Михаила Евгеньевича погиб на фронте в годы Первой мировой войны. Вынужденный рано взвалить на себя взрослые заботы, Евгений Михайлович, едва окончив три класса начальной школы, бросил учёбу и пошёл батрачить. Затем, получив от Советской власти земельный надел, вёл собственное крестьянское хозяйство. В 1925 году Пятикопы одними из первых в селе вступили в колхоз. Михаил Евгеньевич трудился рядовым колхозником, конюхом, а в 1929 году его выбрали бригадиром.
В ряды Рабоче-крестьянской Красной Армии М. Е. Пятикоп вступил добровольцем в 1930 году. Срочную службу начал в 225-м стрелковом полку 75-й стрелковой дивизии Украинского военного округа. Окончил полковую школу младших командиров и дивизионную бронетанковую школу. Служил командиром танкетки в 69-м автотранспортном батальоне своей дивизии. Военную службу Михаил Евгеньевич совмещал с учёбой в вечерней школе. Оставшись после окончания срочной службы на сверхсрочную, он смог в 1934 году завершить программу обучения семилетней школы и в октябре того же года поступить в Ульяновское бронетанковое училище. После завершения обучения М. Е. Пятикоп в июле 1936 года был направлен в 14-ю механизированную бригаду 5-го механизированного корпуса Московского военного округа, где принял под командование взвод ремонтно-восстановительного батальона. В 1938 году бригада была переформирована в 34-ю легкотанковую. С мая по ноябрь 1938 года Михаил Евгеньевич служил командиром учебного танкового взвода, затем командовал учебной ротой. С декабря 1939 года по март 1940 года он принимал участие в Советско-финской войне, в ходе которой бригада понесла тяжёлые потери. К лету 1940 года М. Е. Пятикопа перевели на должность младшего адъютанта 1-го батальона 46-й танковой дивизии 21-го механизированного корпуса. Начало Великой Отечественной войны старший лейтенант М. Е. Пятикоп встретил в должности старшего адъютанта своего батальона.
В боях с немецко-фашистскими захватчиками М. Е. Пятикоп с 28 июня 1941 года а Северо-Западном фронте. Участвовал в сражении за город Двинск, в составе своего подразделения оборонял Резекне, отступал с боями к реке Великая. До середины июля 1941 года части дивизии упорно удерживали позиции в районе Опочки, не давая возможности противнику форсировать реку. Когда из строя по ранению выбыл командир батальона, его обязанности были временно возложены на Михаила Евгеньевича. 18 июля 1941 года, прикрывая отход основных сил дивизии на заранее подготовленные рубежи на реке Ловать, батальон под командованием старшего лейтенанта Пятикопа на сутки задержал продвижение немецких танков из состава 56-го моторизованного корпуса группы армий «Север». Действуя из засад, батальон уничтожил несколько танков и разгромил колонну мотопехоты неприятеля.
В начале сентября 1941 года понёсшая в боях большие потери 46-я танковая дивизия была выведена в Московский военный округ и переформирована сначала в 6-ю, а затем 46-ю танковую бригаду. Старший лейтенант М. Е. Пятикоп занял должность старшего адъютанта 46-го танкового полка. В двадцатых числах сентября 1941 года бригада была переброшена под Ленинград и в составе 7-й отдельной армии участвовала в боях с финскими войсками на реке Свирь в районе Лодейного Поля. В ноябре 1941 года бригада была передана в состав 4-й отдельной армии и брошена на отражение немецкого наступления под Тихвином. Старший лейтенант М. Е. Пятикоп особо отличился во время Тихвинской оборонительной операции.
10 ноября 1941 года 46-я танковая бригада в составе созданной для ликвидации прорыва немцев Северной оперативной группы развернулась на позициях севернее Тихвина. К этому времени противник уже переправился через небольшую речку Вехтуй и закрепился на плацдарме на правом берегу реки. Перед 46-м танковым полком бригады была поставлена задача выбить немцев из деревни Кайвакса, превращенной ими в мощный опорный пункт. 11 ноября 1941 года старший лейтенант М. Е. Пятикоп возглавил группу из десяти танков КВ и Т-34 1-го тяжёлого танкового батальона полка, который должен был атаковать населённый пункт с запада. В 13 часов 40 минут танкисты пошли в атаку. Враг почти сразу открыл интенсивный огонь из противотанковых орудий, но группа Пятикопа, ведя ответный огонь на ходу, упорно шла в сторону деревни. Умело маневрируя на поле боя под огнём противника, экипаж Михаила Евгеньевича первым вышел на западную окраину населённого пункта. Действуя огнём орудия и гусеницами, танк Пятикопа уничтожил 15 пулемётных точек, 2 противотанковых пушки и до 30 вражеских солдат и офицеров. У деревенской школы машина Пятикопа была подбита выстрелом в упор и загорелась. Михаил Евгеньевич был ранен, а экипаж погиб. Танк сразу окружили немецкие солдаты, но на предложение сдаться, танкист ответил брошенными из командирского люка гранатами. Едва раздались взрывы, Михаил Евгеньевич выскочил из горящего танка, и вступив в рукопашную схватку с двадцатью двумя немецкими солдатами, пал смертью героя. Когда боевые товарищи завершили разгром врага и нашли тело Пятикопа, вокруг него лежало до десяти вражеских трупов. За образцовое выполнение боевых заданий командования на фронте борьбы с немецкими захватчиками и проявленные при этом отвагу и геройство указом Президиума Верховного Совета СССР от 17 декабря 1941 года старшему лейтенанту Пятикопу Михаилу Евгеньевичу было присвоено звание Героя Советского Союза посмертно. Похоронен М. Е. Пятикоп в деревне Сарожа Тихвинского района Ленинградской области.

## Награды
- Медаль «Золотая Звезда» (17.12.1941, посмертно);
- орден Ленина (17.12.1941, посмертно).

## Память
- Именем Героя Советского Союза М. Е. Пятикопа названа улица в городе Лубны Полтавской области Украины.
- Мемориальная доска в честь Героя Советского Союза М. Е. Пятикопа в центральном парке города Лубны.
- В Ленинградской области проводится ежегодный областной турнир по боксу, посвящённый памяти Героя Советского Союза М. Е. Пятикопа.

## Документы
- Обобщённый банк данных «Мемориал». Архивировано из оригинала 10 мая 2012 года.

ЦАМО, ф. 33, оп. 11458, д. 31.
ЦАМО, ф. 58, оп. 818883, д. 72.
ЦАМО, ф. 33, оп. 11458, д. 22.
ЦАМО, ф. 33, оп. 594258, д. 37.
ЦАМО, ф. 33, оп. 11459, д. 14.,